# Sucesos de Montejurra
Los sucesos de Montejurra tuvieron lugar el 9 de mayo de 1976, en los inicios de la Transición española, durante los actos políticos que tradicionalmente acompañaban el viacrucis anual que desde 1939 los carlistas llevaban a cabo en el monte navarro de Montejurra, en memoria de los requetés muertos en la guerra civil.
En el transcurso de la romería, los hombres de la Comunión Tradicionalista de Sixto de Borbón Parma, hermano del pretendiente carlista Carlos Hugo y enfrentado a él, con el apoyo del denominado búnker franquista, que aún controlaba los resortes del Estado, prepararon una operación violenta contra el Partido Carlista y los seguidores de Carlos Hugo para recuperar los actos para el tradicionalismo y promover la "entronización" de Sixto como líder del carlismo. 
En dicha operación, conocida como Operación Reconquista, en la que tomaron parte también mercenarios neofascistas italianos y argentinos, algunos partidarios de Sixto de Borbón abrieron fuego contra los participantes en la romería. Resultaron muertos Ricardo García Pellejero y Aniano Jiménez Santos, y hubo varios heridos.
Los responsables de las muertes fueron identificados, pero gracias a la Ley de Amnistía de 1977, quedaron en libertad ese mismo año. En 2003 la justicia española reconoció a los dos asesinados la condición de "víctimas del terrorismo".

## Antecedentes
El carlismo, con su milicia, el Requeté, había participado activamente en la sublevación contra la Segunda República y contribuido a la victoria franquista en la guerra civil. Pero la muerte sin sucesión directa del pretendiente Alfonso Carlos de Borbón y el Decreto de Unificación habían mermado el movimiento, que, en situación de semiclandestinidad, se había ido dividiendo en diversos grupos en función de sus afinidades dinásticas y su postura frente al régimen. Los partidarios de Javier de Borbón Parma, nombrado por Alfonso Carlos su sucesor como regente hasta que se dilucidase quién tenía mayor derecho a la corona de España, estaban liderados por Manuel Fal Conde, y, en declaraciones del propio Franco, eran un «grupo de integristas (...) apartados desde la primera hora del Movimiento».
Desde su aparición en España en 1958, el primogénito de Javier, Carlos Hugo de Borbón-Parma, aspiraría a ser nombrado por Franco futuro rey según lo establecido en la Ley de Sucesión en la Jefatura del Estado, presentándose como defensor de los principios del «18 de Julio», al tiempo que los carlistas javieristas cambiaban su estrategia frente al régimen, pasando de la confrontación inicial a una colaboración que escenificaron en diversas ocasiones en los actos de Montejurra.
Sin embargo, al mismo tiempo, y durante los cambios que se producían en la Iglesia en la década de 1960 a raíz del Concilio Vaticano II, había aparecido un «neocarlismo» progresista promovido por los jóvenes que integraban la secretaría de Carlos Hugo, que finalmente, tras la expulsión de España de la familia Borbón-Parma en 1968, desembocaría en una fórmula de socialismo autogestionario y un programa federalista, democrático y aconfesional, ante la perplejidad de diversas personalidades carlistas, que consideraban que el nuevo Partido Carlista había hecho tabula rasa del pensamiento y la historia del carlismo, amenazando con hacer desaparecer el movimiento.
En 1975, tras la abdicación de Javier de Borbón Parma en su hijo Carlos Hugo, que había amparado estos cambios ideológicos, especialmente a raíz de su expulsión del país, el enfrentamiento interno del carlismo era insalvable. El antiguo delegado nacional de Requetés, José Arturo Márquez de Prado, había iniciado contactos con Sixto Enrique de Borbón, partidario del ideario tradicionalista, y finalmente este aceptó ponerse al frente de una nueva Comunión Tradicionalista, que tras hacerse sin dificultad con los actos carlistas del Quintillo (Sevilla) el 26 de abril de 1976, se proponía adueñarse también de los célebres actos de Montejurra, cuyo número de participantes había descendido de casi cien mil en la década de 1960 a menos de diez mil a inicios de los 70.

## Convocatoria de los actos de Montejurra de 1976
En España reinaba un ambiente de gran crispación política. El primer gobierno de la monarquía, presidido por Carlos Arias Navarro, estaba sumido en la inoperancia ante las resistencias de este para avanzar en la reforma política. La conflictividad social y laboral iba en aumento y, en marzo, habían tenido lugar los denominados sucesos de Vitoria, que se habían saldado con cinco trabajadores muertos. 
El Partido Carlista dirigido por Carlos Hugo era entonces miembro de la Coordinación Democrática, más conocida como la Platajunta. Su sección vasca, el Partido Carlista de Euskadi había convocado en octubre de 1975 a las fuerzas de izquierda para dialogar sobre la necesidad de «una unidad nacional y antifascista» y exigiendo el fin de la dictadura y el «derecho de autodeterminación de Euskadi». Asistieron, además del Partido Carlista, CECO, CONE, ETA (ramas militar y político-militar), EAS, LAB, LAIA, ICR, ETA VI, ORT, PCE, PSOE, PTE, UGT y USO. El MCE no asistió por problemas de enlace.
Para la subida anual a Montejurra el 9 de mayo de 1976, desde el Monasterio de Irache, el Partido Carlista había invitado a una veintena de partidos y organizaciones políticas de la izquierda (PCE, PSUC, PTE, ORT, MCE, PSP, PSOE...) con el lema "Una cita para el pueblo". 
Por su parte, la Comunión Tradicionalista de Sixto de Borbón había hecho una convocatoria paralela. A tal efecto, la Hermandad del Vía Crucis y la Junta de la Hermandad de Tercios de Requetés habían publicado en El Pensamiento Navarro diversos llamamientos para que acudieran a la romería los excombatientes y sus hijos, «la nueva juventud de combatientes, requetés y tradicionalistas», afirmando que los actos del 9 de mayo en Estella estarían presididos, como los del Quintillo, por Don Sixto.
La doble romería se había convocado para el 9 de mayo, domingo. Aunque el carácter del acto sería fundamentalmente político, como en ocasiones anteriores se solicitó permiso para la celebración de un viacrucis durante la subida al monte, en cuya cima tendría lugar la misa anual celebrada desde 1939. El acto fue autorizado por el gobierno al considerar el ministro de Gobernación, Manuel Fraga, que la prohibición del acto podría ser más negativa que su celebración.

## El complot
Desde los sectores del carlismo partidarios de continuar con el tradicionalismo, pertenecientes al denominado búnker, se promovía el liderazgo de Sixto de Borbón Parma, hermano del pretendiente carlista Carlos Hugo, para neutralizar a la facción socialista del carlismo. Algunas fuentes afirman que el complot fue organizado por los aparatos de seguridad del Estado, a través de la denominada Operación Reconquista. El general de la Guardia Civil José Antonio Sáenz de Santa María, en la fecha de los sucesos jefe del Estado Mayor de la Guardia Civil y persona muy relevante durante la Transición, antes de morir, reveló que fue el propio Estado el que, ante la evolución del carlismo, trató de crear un "contrapoder" alrededor de la figura de Sixto de Borbón, por medio del servicio de inteligencia SECED, creado por el almirante Carrero Blanco (sustituido en 1977 por el CESID, actual CNI), y de la Guardia Civil (de acuerdo con el testimonio del general Sáenz de Santa María, el director de la Guardia Civil le habría manifestado que el plan era conocido y aprobado por el ministro de gobernación Manuel Fraga y por el presidente Arias Navarro).
Además de altos cargos de los cuerpos de seguridad del Estado, como el general Ángel Campano, director de la Guardia Civil (en cuyo despacho se gestó la operación), y el general Salvador Bujanda, subdirector general del mismo cuerpo, en la conspiración estuvieron implicados también Antonio María de Oriol y Urquijo, entonces presidente del Consejo de Estado, Juan María de Araluce, presidente de la Diputación Provincial de Guipúzcoa, y José Ruiz de Gordoa, gobernador civil de Navarra:

Por su parte, el general Sáenz de Santamaría, quien era en la fecha de los sucesos jefe del Estado Mayor de la Guardia Civil, afirmó que el Seced había facilitado a los mercenarios extranjeros gran cantidad de bastones y cachavos para agredir a los carlistas y que «la financiación de la operación corrió a cargo de señor Oriol Urquijo».

Los mercenarios participaron en los incidentes producidos en la parte baja del monte, donde falleció Aniano Jiménez por disparos realizados por José Luis Marín García-Verde, conocido como "el hombre de la gabardina".

Los disparos de arma corta que provocaron la muerte de Ricardo García Pellejero e hirieron a varios carlistas en la cima del monte fueron efectuados por ciudadanos españoles, simpatizantes de Comunión Tradicionalista.

Para reforzar el supuesto liderazgo de Sixto de Borbón, se organizó un operativo que no solo llevó a miembros de la facción ultraderechista del carlismo, Comunión Tradicionalista, de toda España, sino también a elementos de Guerrilleros de Cristo Rey, falangistas, militantes de Unión Nacional Española (UNE) -el partido de Fernández de la Mora- y un comando integrado por más de 20 mercenarios italianos y argentinos de ideología ultra (entre los que se encontraba también el francés Jean Pierre Cherid, que fallecería en 1984 en una acción de los GAL, cuando colocaba una bomba en los bajos del vehículo de un dirigente etarra) acudieran a la romería y atacaran a los participantes en ella. Los mercenarios fueron pagados por agentes del SECED o por dirigentes de los Guerrilleros de Cristo Rey que les habían contratado. Unos días antes, el gobernador civil de Navarra, José Ruiz de Gordoa, reservó 20 habitaciones en el hotel Irache de Estella, para que se alojaran Sixto de Borbón y su escolta.
El miércoles 5 de mayo, Sixto de Borbón acudió a Estella y comió con el alcalde franquista de la localidad, Julio Ros. Dos días después, un grupo armado de sus partidarios subió a Montejurra y acampó en su cima, de forma que cuando al día siguiente (sábado 8 de mayo) algunos partidarios de Carlos Hugo subieron a la cumbre del monte, no pudieron acceder a ella y se les conminó a que no tratasen de acceder a lo alto al día siguiente.

## Los incidentes
Los incidentes tuvieron lugar primero en la parte baja del monte, donde se produjo un enfrentamiento entre los seguidores de Sixto, que querían subir al monte, y los de Carlos Hugo, que se negaban a dejarles pasar. Los primeros, uniformados, gritaban «¡Montejurra, rojo no!», «¡Viva Cristo Rey!», mientras que los partidarios de Carlos Hugo respondían «¡Carlos Hugo, libertad!», «¡No pasaréis!». Tras los insultos, empezó una pelea con porras y palos, ante la actitud pasiva de la Guardia Civil, que se hallaba a poca distancia. La pelea culminó con un disparo efectuado por el requeté onubense José Luis Marín García-Verde, conocido como el hombre de la gabardina, resultando herido Aniano Jiménez Santos, militante de la Hermandad Obrera de Acción Católica, que moriría varios días después. Posteriormente ocurrieron nuevos incidentes en la cima del monte, cuando los sixtinos trataron de impedir el acceso a la cima a los seguidores de Carlos Hugo. Allí falleció Ricardo García Pellejero, miembro del Movimiento Comunista de España, por un disparo efectuado, según González Calleja, por Francisco Carreras García-Mauriño, que se encontraba en lo alto del monte junto con Márquez de Prado.
Esos crímenes se ejecutaron en presencia y con la colaboración de las fuerzas de seguridad, sin que fueran detenidos los autores ni requisadas las armas empleadas. Algunos de los participantes en la confrontación han sido relacionados con la Operación Gladio y con la trama de terrorismo de Estado que posteriormente originaría los GAL. Rodolfo Eduardo Almirón, exmiembro de la Triple A argentina que posteriormente sería jefe de seguridad de Alianza Popular y guardaespaldas personal de Manuel Fraga durante los últimos años de la década de los 70 y primeros años de la década de los 80, y Stefano Delle Chiaie, terrorista de ultraderecha italiano con vínculos con la organización anticomunista de la OTAN, Gladio, estaban presentes en Montejurra este día.
Según afirmó José Arturo Márquez de Prado, uno de los principales tradicionalistas sixtinos que dirigió la operación de Montejurra, también hubo miembros de ETA que acompañaron a los integrantes del Partido Carlista de Carlos Hugo, recibiendo los carlistas partidarios de Sixto de Borbón ráfagas de metralleta. Además, la secretaría de prensa de la Comunión Tradicionalista proporcionó a Cifra la siguiente versión de los hechos:

Don Sixto de Borbón Parma, acompañado de un numeroso grupo de sus amigos, se dirigió al monasterio de Irache, con el propósito de asistir a la misa de diez y a participar en el «vía crucis» que a continuación se celebraba.

Al desembocar en la plaza anterior al monasterio, un grupo que se había concentrado previamente impidió su entrada, lanzándose gruesas piedras, produciéndose un enfrentamiento.

La Fuerza Pública, para cortar la reyerta, obligó a los acompañantes de don Sixto a retirarse por un camino de acceso, viéndose así privados de concurrir a dichos actos.

Don Sixto ascendió entonces a la cima de Montejurra, donde había un grupo de requetés guardándola, para impedir que se desvirtuara el genuino carácter del acto con otros políticos de significado contrario al que Montejurra significa para el carlismo.

Esta intencionalidad queda demostrada por la actitud observada durante el acto por el llamado Partido Carlista, que, por otra parte, se ha integrado en la Coordinadora Democrática, que fue aceptada por ellos (entre los que se encuentra el Partido Comunista, al que combatieron con las armas los tercios de requetés, cuyos nombres quedaron grabados en las estaciones del vía crucis), mezclando las banderas rojas y separatistas, así como pintadas que aparecieron en las cruces, demostrándose esta situación también por las fotografías aparecidas en la prensa, en las cuales se ve claramente el saludo puño en alto de parte de los que asistían.

Al acercarse estos grupos a la cumbre, se oyeron unos disparos, cuya procedencia no pudo ser determinada por la espesa niebla reinante, pudiendo solamente afirmarse que ninguna de las personas que acompañaban en aquel momento a don Sixto hizo disparo alguno ni de metralleta ni de pistola.

La comunión tradicionalista-carlista lamenta profundamente lo ocurrido y se duele del muerto y de los heridos, pero se ve obligada a desmentir la maliciosa imputación de que miembros del requeté hayan efectuado disparos, ni directamente, ni al aire.

No obstante, en una entrevista concedida el año siguiente a la revista La Actualidad Española, José Arturo Márquez de Prado reconoció que Marín le había confesado después de los incidentes: «Pepe, yo no he tenido más remedio que disparar, pero yo no he tirado a dar». Sin embargo, negó que el séquito de Sixto Enrique, entre los que se encontraban chicos de 14 años, hubiese portado armas de fuego, que hubiesen tenido una ametralladora en el monte o que él mismo hubiese ordenado fuego. Según Márquez de Prado, la muerte de Ricardo García Pellejero no podía deberse a los carlistas sixtinos que se encontraban en lo alto del monte, ya que la bala entró con una trayectoria ascendente, y mantuvo que algunos seguidores de Carlos Hugo llevaban armas.

## Consecuencias
A raíz de los incidentes, Sixto de Borbón Parma fue expulsado de España, sin que siquiera se le tomase declaración judicial por su presencia en la escena de los crímenes. A pesar de la indignación general, el diario ultraderechista El Alcázar, que había apoyado a Sixto, se mostró satisfecho con el resultado, titulando que «la ORT, ETA y el PC no alcanzaron su propósito». Blas Piñar, por su parte, llegó a calificar de «héroe» al carlista onubense Marín García-Verde, presunto autor de una de las muertes, afirmando que las fotografías publicadas eran puros trucajes.
Con posterioridad, y a requerimiento de terceros y de la acusación llevada adelante por el Partido Carlista, fueron detenidas varias personas acusadas de homicidio. La investigación terminó en el Tribunal de Orden Público, cuyo juez la cerró el 4 de enero de 1977 con el procesamiento de tres personas: José Luis Marín García-Verde, como responsable de los asesinatos; Arturo Márquez de Prado, y Francisco Carrera, como dirigentes de la acción violenta. Los abogados de la acusación no lograron que testificara Manuel Fraga, ministro de la Gobernación y que el día de los sucesos se encontraba en viaje oficial a Venezuela y era sustituido por el ministro secretario general del Movimiento Adolfo Suárez González. (Tras su vuelta, Fraga manifestaría que los incidentes no habían sido más que una «pelea entre hermanos»). A estos crímenes les fue aplicada la Ley de Amnistía de 1977, y los acusados, sin haber sido juzgados, fueron liberados, al quedar extinguida su responsabilidad penal, como ocurrió con casos similares de ideología contraria ya que aquella amnistía fue completa y había sido pactada al inicio de la transición al descartarse la fórmula de la ruptura y acordarse la evolución de "la ley a la ley" en término acuñado por Torcuato Fernández Miranda.
En los años posteriores a los sucesos de Montejurra, la banda terrorista ETA escogió como uno de sus blancos preferidos a los carlistas. De hecho, los etarras justificaron sus asesinatos de Juan María de Araluce (presidente de la Diputación de Guipúzcoa), Joaquín Imaz (comandante de la Policía Armada) y José María Arrizabalaga (jefe de las Juventudes Tradicionalistas de Vizcaya) por el apoyo que estos prestaron a Sixto de Borbón en Montejurra.
En sentencia de la Audiencia Nacional de 5 de noviembre de 2003 se reconoció a los dos asesinados en Montejurra la condición de "víctimas del terrorismo", remitiéndose a la Sentencia dictada por el Tribunal Supremo de 3 de julio de 1978, y se entregó a una de sus viudas la "Medalla de Oro" de Navarra.
En enero de 2023, documentos del Gobierno Civil de Navarra datados de 1976 revelaron que el gobernador civil y Jefe provincial de Navarra, José Ruiz de Gordoa y Quintan, mantuvo conversaciones secretas con Sixto Enrique de Borbón y el delegado nacional de requetés, José Arturo Márquez de Prado, y que informó al ministro Manuel Fraga de las intenciones de los tradicionalistas. Los actos de Montejurra se habían convertido en una de las concentraciones más importantes del antifranquismo en los últimos años de la dictadura. Manuel Martorell afirma que fue el gobierno de Arias Navarro el que habría elaborado «detallados planes y previsiones para arrebatar la concentración anual al partido liderado por Carlos Hugo de Borbón-Parma», con la colaboración del sector tradicionalista del carlismo.